# 巢湖站
巢湖站是一个淮南线上的铁路车站，位于安徽省合肥市巢湖市长江路，建于2000年，目前为三等站，邮政编码为238000。巢湖站目前办理旅客乘降以及行李、包裹托运业务，不办理货运业务。

## 历史
巢湖站为位于巢城北郊凤凰山麓的车站。2000年建设淮南铁路复线工程的配套工程时新建巢湖新客站，车站建成后原巢县站的客运业务取消，同时原巢湖站更名巢湖西站。
2009年12月，车站对站房进行了维修工程。包括站内外墙的粉刷、屋面检修、候车室电线的改造、车站玻璃窗更换、车站公厕改造等。改造后的站房于2010年1月投入使用。2016年车站上下行线路实现电气化。

## 车站结构

### 站房
巢湖站站房于2010年投入使用。售票处位于站房中部东侧，设有10个人工售票窗口和2台自助取票机。候车室位于站房中部西侧。

### 站场
巢湖站设有4条股道，2座站台，均为低站台。站台间由地下通道联系。
| 3站台    | 淮南铁路 往芜湖方向（双刘站）   |
| 侧式站台 |                                 |
| 2站台    | 淮南铁路 下行列车通过线         |
| 正线     | 淮南铁路 上行列车通过线         |
| 1站台    | 淮南铁路 往淮南方向（巢湖西站） |
| 岛式站台 |                                 |